# Itapecerica da Serra
Itapecerica da Serra ist ein Município im Südwesten des Bundesstaates São Paulo in Brasilien.
Die Großstadt hat nach der Volkszählung 2010 152.614 Einwohner, die Itapecericanoer genannt werden. Die Einwohnerzahl wurde nach der Schätzung des IBGE vom 1. Juli 2014 auf 165.327 Bewohner anwachsend berechnet. Die Fläche beträgt 150,869 km²; die Bevölkerungsdichte liegt 2010 bei 1012 Personen pro km².

## Geschichte
Das ursprüngliche Dorf wurde am 3. September 1562 von einem Jesuitenpater gegründet. Im Jahr 1689 gehörten zur Kapellengemeinde Itapecerica mehr als 900 Personen. Itapecerica wurde im Jahr 1841 eine Pfarrei und erhielt 1906 die Stadtrechte. Per Dekret vom 30. November 1944 erhielt Itapecerica den Namenszusatz „da Serra“.